# Укрвуглеторфреструктуризація
Державне підприємство з ліквідації збиткових вугледобувних, вуглепереробних та торфодобувних підприємств (ДП «Укрвуглеторфреструктуризація») — державне підприємство засноване наказом міністра вугільної промисловості України від 29 грудня 2007 року № 612 «Про реорганізацію державних підприємств з ліквідації вугледобувних, торфодобувних та вуглепереробних підприємств».
Підприємство засновано на базі Державного підприємства Донецька
обласна дирекція з ліквідації збиткових вугледобувних та
вуглепереробних підприємств (ДП «Донвуглереструктуризація»), Державного підприємства Луганська
обласна дирекція з ліквідації збиткових вугледобувних та
вуглепереробних підприємств ДП Обласна дирекція
«Луганськвуглереструктуризація», Державного підприємства
Центрально-Західна Компанія «Вуглеторфреструктуризація».

## Загальна структура
Загальна структура Державного підприємства «З ліквідації збиткових вугледобувних, вуглепереробних та торфодобувних підприємств „Укрвуглеторфреструктуризація“»

### Західноукраїнська виконавча дирекція з ліквідації шахт (м.Нововолинськ)
- Шахта № 5 «Великомостівська»
- Шахта № 8 «Нововолинська»
- Шахта № 3 «Нововолинська»
- Шахта № 2 «Нововолинська»
- Шахта № 1 «Червоноградська»
- Шахта № 6 «Нововолинська»
- Шахта № 7 «Нововолинська»
- Шахта «Бендюзька»

### Олександрійсько-Ватутінська виконавча дирекція з ліквідації гірничих підприємств (м.Олександрія)
- Шахта «Світлопольська»
- Шахта «Верболозівська»
- Розріз «Верболозівський»
- Розріз «Бандурівський»
- Шахта «Ведвежоярська»
- Шахта «Новомиргородська»
- Шахта «Козацька»
- Шахта «Богачівська»
- Шахтоуправління «Ватутінське»

### Луганська виконавча дирекція з ліквідації шахт (м.Стаханів)
- Шахта «Слов'яносербська»
- Шахта «Ворошиловська»
- Шахта «Матроська»
- Шахта № 71 «Індустрія»
- Шахта імені Менжинського
- Шахта «Суходільська № 1»
- Шахта «Червонопольєвська»
- Шахта «Комісарівська»
- Шахта «Луганська Правда»
- Шахта імені Тюленіна
- Шахта «Центральна-Ірміно»
- Шахта «Свердловська»
- Шахта «Центральна» — Антрацит
- Шахта «Донецька»
- Шахта «Брянківська»
- Шахта імені Ілліча
- Шахта «Побєда»
- Шахта «Запоріжська»
- Шахта «Чорноморка»
- Шахта «Україна»
- Шахта «Луганська»
- Шахта імені С. М. Кірова
- Шахта імені Володарського
- Шахта «Ленінська»
- Шахта «Максимівська»
- Шахта «Радуга»
- Шахта «Ленінка»
- Шахта «Кременна»
- Шахта «Бежанівська»
- Шахта імені Чеснокова
- Шахта імені Лютикова
- Шахта «Майська»
- Шахта «Алмазна»
- Шахта «Аннєнська»
- Шахта «Родіна»
- Шахта «Пролетарська»
- Шахта імені Косіора
- Шахта імені Войкова
- Шахта «Голубівська»

### Донецька виконавча дирекція з ліквідації шахт (м.Донецьк)
- Шахта «Панфилівська»
- Шахта «Петровська»
- Шахта № 9 «Капітальна»
- Шахта «Жовтнева»
- Шахта «Кіровська»
- Шахта № 6 «Червона Зірка»
- Шахта № 12 «Наклонна»
- Шахта «Заперевальна» № 2
- Шахта «Бутівська Донецька»
- Шахта «Центральна» (Макіїввугілля)
- Шахта «Харцизська»
- Шахта «Пролетарська Крута»
- Шахта імені Орджонікідзе
- Шахта імені Батова
- Шахта «Совєтська»
- Шахта «Красногвардійська»
- Шахта № 21
- Шахта № 10-біс
- Шахта «Селидівська»
- Шахта «Гірник»
- Шахта № 2 «Новогродівська»
- Шахта «Красноармійська»
- Шахта «60 років Радянської України».

### Торезька виконавча дирекція з ліквідації шахт (м.Торез)
- Шахта «Річна»
- Шахта № 3 біс (Торезантрацит)
- Збагачувальна фабрика «Сніжнянська»
- Шахта «Ремівська»
- Шахта «Фомінська»
- Шахта «Схід»
- Шахта «Московська»
- Шахта «Міуська»
- Шахта «Шахтарська» (Шахтарськантрацит)
- Шахта «Сніжнянська»
- Шахта «Кіровська» (Орджонікідзевугілля)
- Шахта «Об'єднана»
- Збагачувальна фабрика «Сердитянська»
- Шахта «Розсипнянська»
- Шахта «Житомирська»
- Шахта «Червона Зірка» (Торезантрацит)
- Шахта «Зуєвська».
- Шахта «Лєсная» (Торезантрацит).

### Горлівська виконавча дирекція з ліквідації шахт (м.Горлівка)
- Шахта «Нова»
- Шахта «Кочегарка»
- Шахта імені Ізотова
- Шахта імені Артема
- Шахта «Кондратьєвка»
- Шахта «Александр-Захід»
- Шахта № 4 «Олександрівська»
- Шахта «Кримська»
- Шахта «Червоний Профінтерн»
- Шахта «Донецька» (Орджонікідзевугілля)
- Шахта № 3 «Олександрівська»
- Шахта «Юний комунар»